# ロッテン・スニーカー・コンテスト

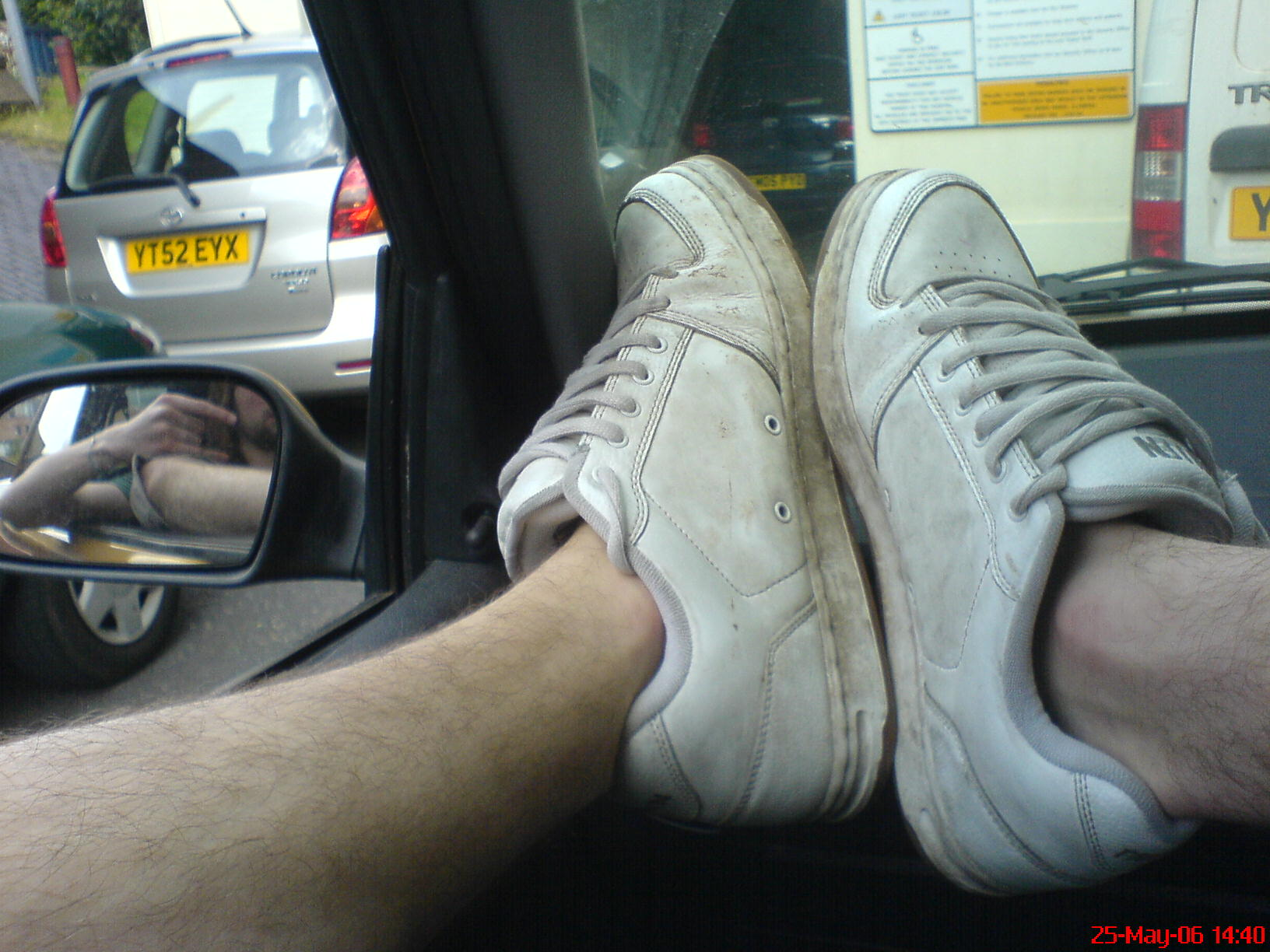
汚いスニーカー（参考）

ロッテン・スニーカー・コンテスト (ROTTEN SNEAKER CONTEST) は、アメリカ合衆国のフットケア企業オド・イーターズ主催のコンテストである。このコンテストは使い古して汚くなったスニーカーを競うコンテストで、もっとも汚く履きつぶした者が優勝となる。

## 歴史
ロッテン・スニーカー・コンテストは、1974年にバーモント州モントピリアのスポーツ店の店主が、新しいスポーツシューズの宣伝のためのイベントとして創始したものである。会場となったモントピリア市レクリエーション局で、考案したスポーツ店店主が最も汚く臭いスニーカーを一揃い選び、翌1975年以降、このイベントはレクリエーション局が毎年主催する公営のイベントとなった。
1988年に現在の主催者であるオド・イーターズがスポンサーとなり、以降も毎年行われている。現在、このコンテストは5歳から15歳の子供を対象としており、最初に全米各地での地元大会が行われ、各地区の優勝者が3月に開かれる本大会に出場する。
コンテストの審査基準は、匂い（臭さ）、状態（汚れ、破損の程度）、どのように履きつぶしたのか、スニーカーの持ち主である子供からの口頭での説明とされる。審査にはNASAに勤務する科学者や、ブラウン大学の教授などといった専門家が参加している。
歴代の優勝スニーカーは、モントピリアの市庁舎の陳列棚に保管されている。